# Diiriye Guure
Diiriye Guure (9. dubna 1866 v severním Somálsku – 11. prosince 1920 v Ogaden) byl somálský nacionalistický voják a král, který po 20 let vedl ozbrojené povstání proti italským, britským a etiopským koloniálním silám na území Somálska. V 90. letech 20. století se vrátil do Nugalu, kde se stal předním vůdcem a usiloval o to, aby v zemi nevznikla anarchie, jako tomu bylo po pádu vlády kolonialismu. Zároveň deklaroval územní nezávislost regionů Nugaal nebo Khatumo. Guureho porážka započala roku 1920, kdy britská armáda mohutným leteckým a pozemním útokem napadla osady dervišů a způsobila jim tak zdrcující porážku.